# أندريس لوزانو لوزانو
أندريس لوزانو لوزانو (بالإسبانية: Andrés Lozano Lozano)‏ هو محامي وسياسي مكسيكي، ولد في 15 فبراير 1970 في مدينة مكسيكو في المكسيك. حزبياً، نشط في حزب الثورة الديمقراطية. وقد انتخب عضو مجلس النواب المكسيك.